# ETTR

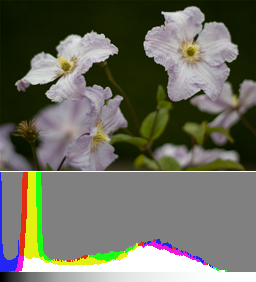
L'istogramma di una scena a basso contrasto, con esposizione corretta.

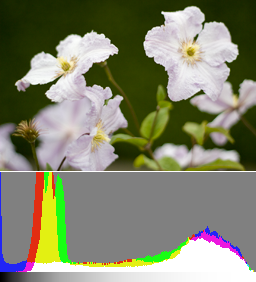
L'istogramma di una scena a basso contrasto, con esposizione a destra. (+1 EV).

Nella fotografia digitale, l'ETTR (dall'inglese Expose To The Right, cioè "esporre a destra") è una tecnica con la quale si incrementa l'esposizione di un'immagine per raccogliere più luce possibile e quindi ricavare le migliori performance dai sensori fotografici. Il nome deriva dall'istogramma di un'immagine risultante, il quale, secondo questa tecnica, dovrebbe situarsi sulla destra del grafico. I vantaggi comprendono una maggiore gamma tonale nelle aree scure, un rapporto segnale-rumore più elevato (SNR), sfruttamento totale del Gamut colori e una maggiore latitudine di posa in post-produzione.
Le immagini scattate tramite l'ETTR appaiono sovraesposte e devono essere elaborate correttamente per ottenere la giusta esposizione, ponendo attenzione all'evitare il clipping dei singoli canali colore, tranne nelle aree in cui le bruciature delle alte luci sono volute (riflessi speculari).
Il principio si applica anche alla fotografia su pellicola per massimizzare la latitudine di posa del negativo e l'assorbanza, ottenendo così dei neri più profondi quando l'immagine viene stampata volutamente sottoesposta.

## Origini
L'ETTR si basa sulla linearità dei sensori CCD e CMOS, per la quale la carica elettrica accumulata da ogni subpixel è proporzionale all'ammontare della luce alla quale viene esposto (più il rumore). Sebbene una fotocamera possa avere un range dinamico di 5 o più stop, quando l'immagine viene registrata digitalmente, gli stop più elevati (luminosi) usano la metà dei valori tonali. Ciò accade perché la differenza di 1 stop rappresenta un raddoppio o un dimezzamento dell'esposizione. Lo stop successivo usa la metà dei valori rimanenti, quello successivo ancora usa la metà di quello che rimane e così via, fino a che gli stop più bassi usano solo una piccola parte dei valori tonali disponibili. Ciò porta a una perdita di dettaglio tonale nelle aree scure di una fotografia, e alla posterizzazione in post-produzione. Esponendo deliberatamente a destra e riducendo successivamente l'esposizione in fase di elaborazione, viene mantenuto l'ammontare massimo di informazione.
La tecnica dell'ETTR è stata descritta per la prima volta da Michael Reichmann sul suo sito nel 2003, dopo averne presumibilmente discusso con l'ingegnere del software Thomas Knoll, creatore originale di Adobe Photoshop e sviluppatore del plug in Camera Raw.

## Limiti
L'uso di questa tecnica è valido solo scattando in un formato immagine RAW, e quindi processando lo scatto in un convertitore RAW, prima di esportare il file in un programma di editing grafico. Se la tecnica viene usata con file JPEG (il formato standard sulla maggioranza delle fotocamere consumer), non funzionerà come previsto e potrà risultare in immagini sovraesposte in caso di scenari a basso contrasto, e sottoesposte per scene ad alto contrasto. Esporre a destra aumentando il valore ISO non produrrà il risultato voluto, aumentando altresì il rumore.
L'utilità pratica di questa tecnica è stata contestata in alcuni scenari di utilizzo, specie con le moderne fotocamere e programmi di editing grafico.